# Cahuzac (Tarn)
Cahuzac település Franciaországban, Tarn megyében. Lakosainak száma 360 fő (2022. január 1.). Cahuzac Belleserre, Lagardiolle, Saint-Amancet és Sorèze községekkel határos.

## Népesség
A település népességének változása:
| Lakosok száma | 378  | 390  | 393  | 375  | 363  | 350  | 357  | 359  | 360  |
|               | 2013 | 2015 | 2016 | 2017 | 2018 | 2019 | 2020 | 2021 | 2022 |

## Látnivalók és műemlékek

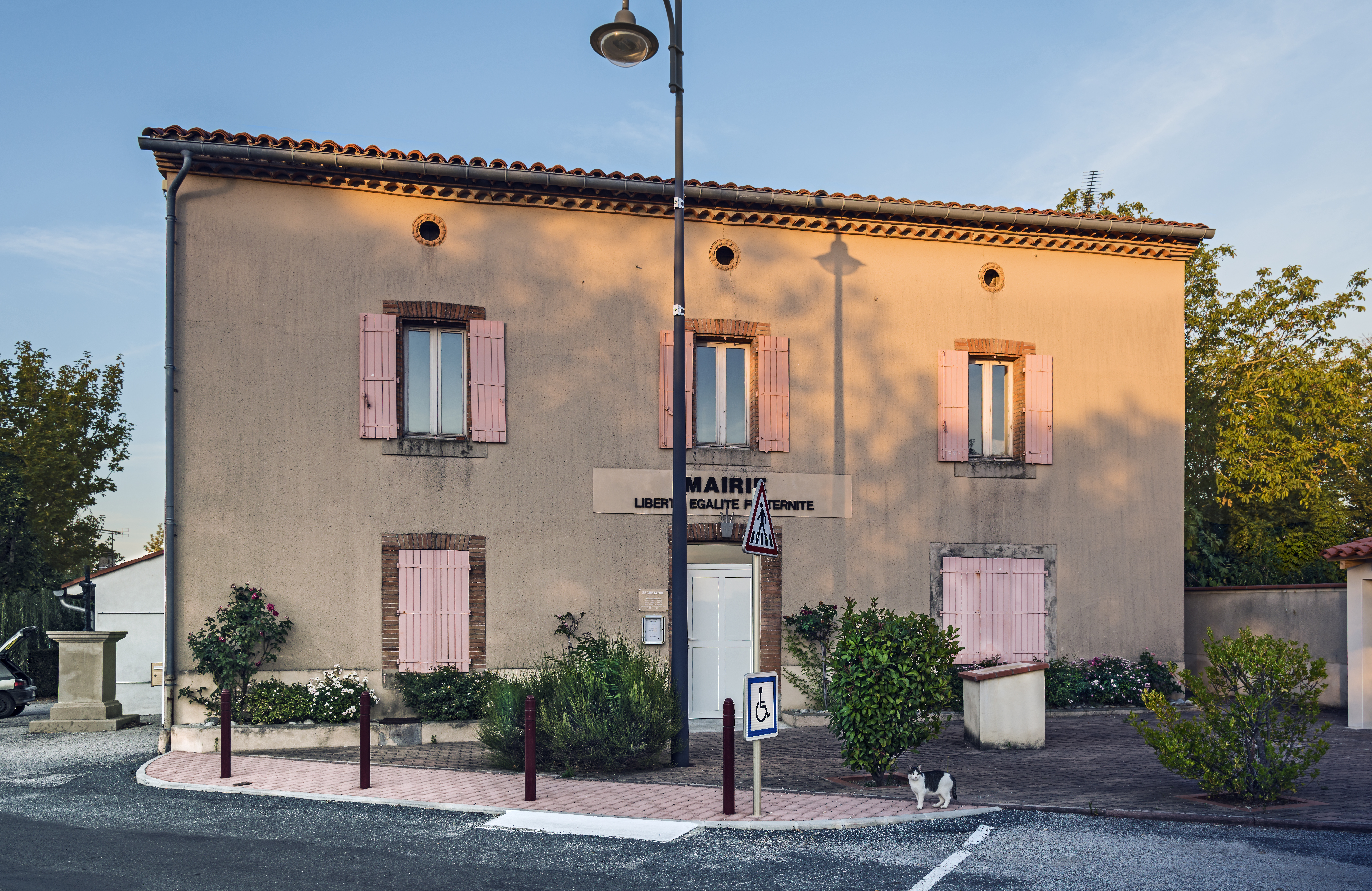
A városháza
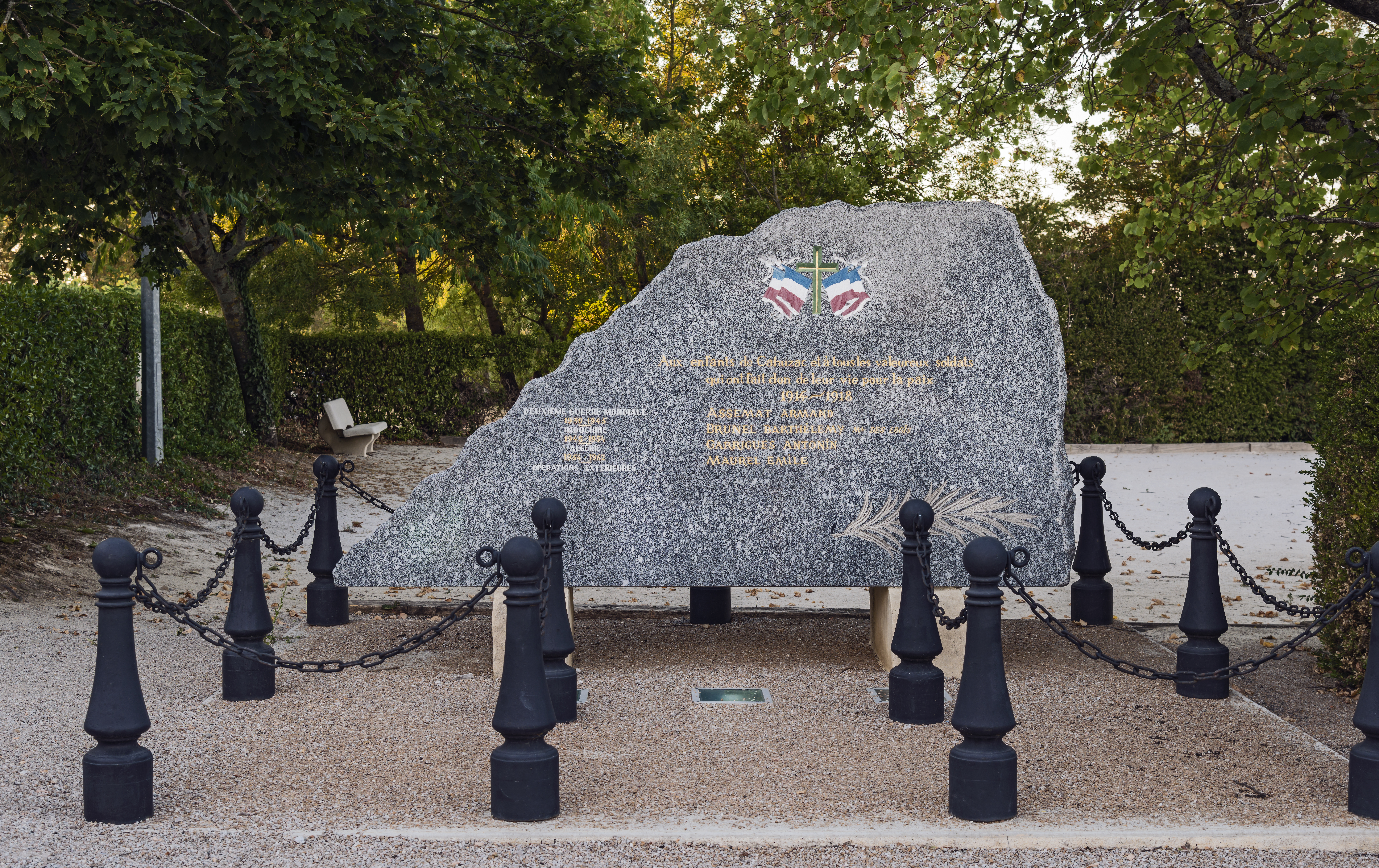
A háborús emlékmű
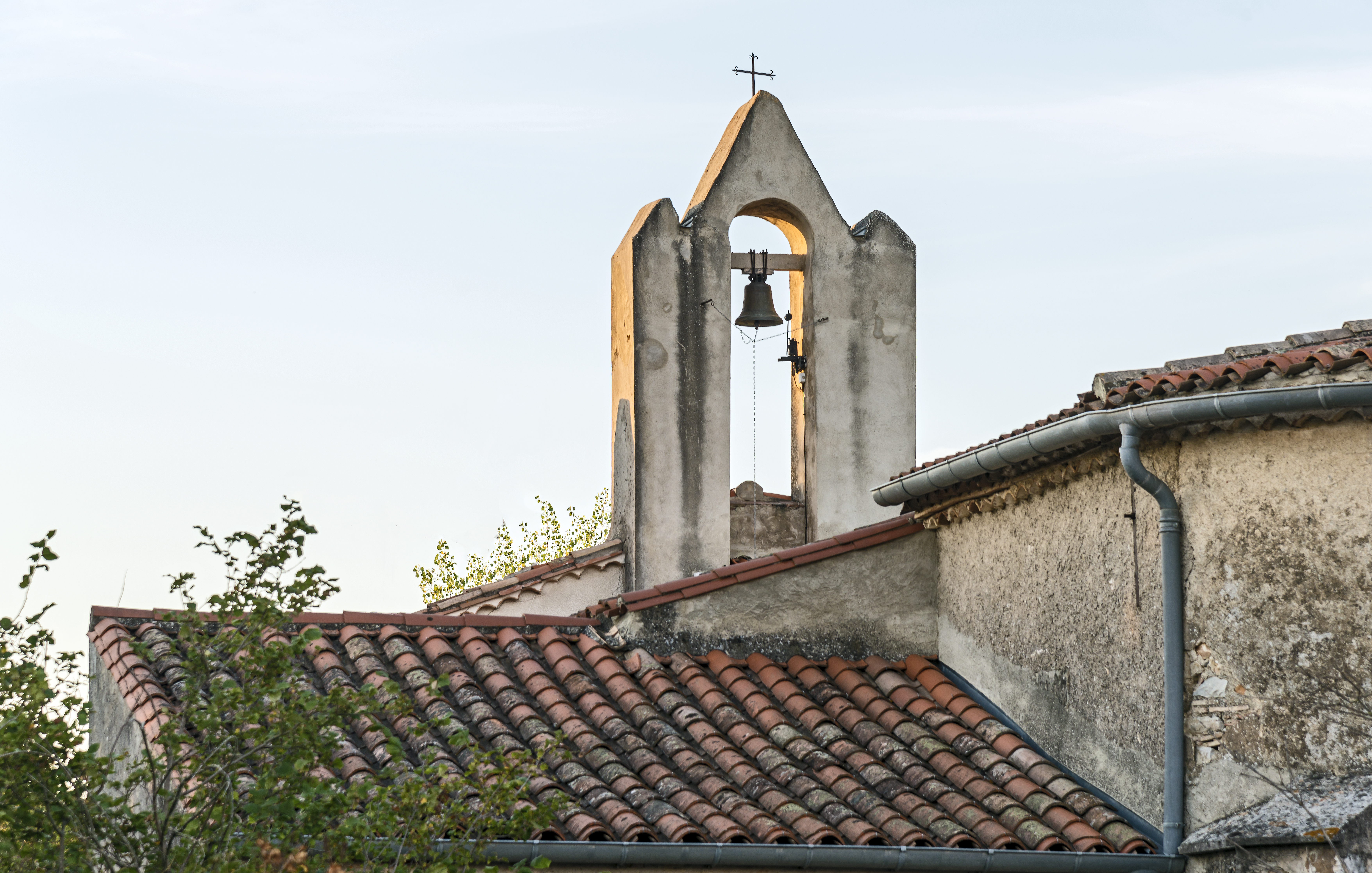
A templomtorony